# Джон Кассадей
Джон Кессадей ([ˈkæsədeɪ] ;  14 грудня 1971 — 9 вересня 2024) — американський художник коміксів, письменник і телережисер. Найбільш відомий своєю роботою над схваленими критиками  Planetary з письменником Ворреном Еллісом, Astonishing X-Men з Джоссом Відоном, Captain America з Джоном Неєм Рібером і Star Wars з Джейсоном Аароном .
Як Marvel Comics, так і DC Comics включають багато культових зображень Кессадея у свій маркетинг, а також у свої колекції художніх творів і плакатів. Анімаційні фільми, засновані на Marvel Comics, широко використовували його мистецтво. За свою роботу він отримав численні нагороди Eagle і Eisner Awards і номінації.

## Рання кар'єра
Ілюстратор-самоучка, Кессадей зазначив, що на нього вплинули, серед інших, NC Wyeth,   іконографія класичного Pulp-журналу, культури та популярна музика. 
Спочатку він відвідував кіношколу і п'ять років режисерував телевізійні новини. Провів одне літо, працюючи на будівництві, працюючи над своїм портфоліо.  
Перша опублікована робота Кессадея з'явилася в 1994–1995 роках у коміксах, виданих незалежними видавцями Boneyard Press і Calibre Comics.
Він показав своє портфоліо популярному автору коміксів і редактору Марку Вейду на міжнародному Comic-Con у Сан-Дієго в 1996 році. Незабаром Кессадей почав отримувати пропозиції роботи від великих видавців. Він кинув роботу на будівництві та виїхав з Техасу до Нью-Йорка.
У грудні 1996 року він створив малюнки для коміксів Dark Horse Comics « Привид». За рік його найняли стати постійним художником у Homage Comics ' Desperadoes.

## Комікси
Наприкінці 1997 року Кессей був найнятий DC і Marvel як художник у щорічних серіалах «Юні Титани» та «Флеш», «Люди Ікс» / «Політ Альфа » та «Юніон Джек» . Його робота над «Людьми Ікс» зробила його одним із найпопулярніших художників.
Кесаді швидко став затребуваним художником, працюючи над багатьма найкращими назвами, зокрема Gen¹³, Супермен/Бетмен, Галк і Месники.
Кессадей працював над кількома проектами Капітана Америки, включаючи випуск Fallen Son: The Death of Captain America, написаний Джефом Лебом, «Captain America Lives Again» і «Captain America: The New Deal».
Він заснував свою обкладинку на основі пропагандистських плакатів Другої світової війни . Мистецтво було популярним як серед шанувальників, так і серед критиків, і компанія Marvel випустила ці роботи в серії книг про мистецтво плакатів. Він також створив обкладинки для коміксів із зображенням The Phantom для американського видавництва Moonstone Books та європейського Egmont, а також обкладинки для додаткового коміксу Serenity: Those Left Behind Джосса Відона про Firefly та Game Keeper Гая Річі . Він займався обкладинками та художнім оформленням серії коміксів The Lone Ranger від Dynamite Entertainment . Книги, присвячені його мистецтву, включають Wizard's PosterMania!, Книга плакатів «Жінки з Marvel», Книга плакатів «Росомаха», Книга плакатів «Нові Месники», три видання Книги плакатів «Капітан Америка» та Дівчата з обкладинки коміксів DC .
З 2004 по 2008 рік Кессадей ілюстрував трилогію графічного роману «Je suis légion» Fabien Nury від Les Humanoïdes Associés . Англомовне видання вийшло видавництвом Devil's Due у вигляді восьми випусків серії коміксів I Am Legion. У липні 2006 року Humanoïdes оголосили про угоду про спільне виробництво з П'єром Шпенглером щодо екранізації твору.  На Каннському кінофестивалі 2015 року було оголошено, що режисером трьох картин буде Начо Серда за сценарієм Річарда Стенлі.
Кессадей написав історії для Hellboy: Weird Tales, Little Nemo: Dream Another Dream, Rocketeer Adventures, X-Men: Alpha Flight, Bela Lugosi: Takes from the Grave і Union Jack. Він також написав статті з інструкціями з малювання для Wizard Magazine Wizard: How to Draw.
У 2016 році Джон Кессадей з’явився в телесеріалі до 75-ї річниці Капітана Америки на ABC  Він також є художником майбутнього спеціального ювілейного випуску коміксів «Капітан Америка» .  Кессадей і Джосс Відон об’єднаються в нову історію за участю Сема Вілсона. 
Кессадей став хедлайнером надзвичайно успішного відродження Зоряних воєн у 2015 році на Marvel Comics.  Книга стала коміксом №1 за продажами в 2015 році. За версією журналу Forbes, це був найбільш продаваний комікс за останні 20 років.  Було продано близько мільйона копій. 

## Кіно і телебачення

### Робота
Мистецтво Кессадея з'явилося в епізоді HBO First Look, документального фільму 2003 року про створення фільму «Сміливець».
Він працював концептуальним художником над екранізацією класичного графічного роману Алана Мура та Дейва Гіббонса «Вартові»>
У 2009 році анімаційний DVD -серіал «Дивовижні люди Ікс» був адаптований як анімаційний комікс із мистецтва Кассадея для серії коміксів, написаної Джоссом Відоном. 
Кессадей зняв «The Attic», епізод телешоу «Ляльковий дім » від 18 грудня 2009 року, який вийшов у ефір як десятий епізод другого сезону цього серіалу.  
Мистецтво Кессадея було широко використано в документальному фільмі Futureal Studio Adventures into Digital Comics (2010).

### Поява на екрані
Сам Кессадей знявся в документальному фільмі Wizard World у 2002 році. Він також з'явився в Generation X: The Comic Book History of the X-Men, документальному DVD 2006 року про франшизу Людей Ікс .
Як актор Кессадей з'явився в невеликих ролях у фільмі жахів 2012 року <i id="mwxA">«Будинок на пагорбі»</i>  і ITV Playhouse.

## Техніка і матеріали
На додаток до малювання олівцем і чорнилом своїх внутрішніх сторінок коміксів, Кессадей виконує обкладинки чорнилом і вугіллям і цифровим способом розфарбовує більшість своїх обкладинок. Він вважає, що труднощі роботи над такими складними книгами, як «Планетарій», зробили його кращим художником. 

## Нагороди

### Перемоги
- Премія Айснера 2005 року за найкращого художника олівцем/тушшю за фільми Astonishing X-Men, Planetary та I Am Legion: The Dancing Faun (з ілюстратором Френком Куітлі )
- Премія Ейснера 2006 року за найкращого художника олівцем/чорнилом за дивовижні «Люди Ікс» і «Планетарія»
- Премія Айснера 2006 року за найкращий поточний серіал за дивовижні Люди Ікс (з Джоссом Відоном)
- 2006 Eagle Award за улюбленого художника коміксів: Олівці
- 2007 Spike TV Scream Award за найкращого художника коміксів

### Номінації
- 2000 Премія Ейснера Найкращий виконавець обкладинок для Planetary
- 2002 Премія Ейснера за найкращий олівець/чорнило для Planetary
- 2004 Eagle Award. Улюблений художник коміксів: Олівці
- 2007 Премія Ейснера Найкращий виконавець обкладинок фільмів Astonishing X-Men і Lone Ranger
- Премія Айснера 2008 року за найкращого виконавця обкладинок «Дивовижних Людей Ікс» і «Самотнього рейнджера» [28]
- Премія Ейснера 2010 року за найкращого виконавця обкладинок Irredeemable і Lone Ranger [29]

### Boneyard Press
- Бик Білл: One Shot, One Bourbon, One Beer #1 ("Justin") ( Boneyard Press, 1994)
- Flowers on the Razorwire #5–6 (Boneyard Press, 1995)

### Caliber Comics
- Negative Burn #28 ("Juju Eyes") ( Calibre Comics, 1995)

### CFD Productions
- No Profit for the Wise #5–6 ( CFD Productions, 1996)

### Dark Horse
- Ghost #27 (червень 1997)
  - Привид: Чорний жовтень, Темна кінь, 1999,ISBN 1-56971-377-4
- Hellboy: Weird Tales, міні-серіал, #1-8 (серед інших виконавців) (2003–04)
  - Hellboy Weird Tales, томи 1 і 2, Dark Horse, 2003,ISBN 1-56971-622-6, 2004,ISBN 1-56971-953-5

### DC
- Просто уявіть, що Стен Лі з Джоном Кессаді створюють «Кризу» (2002)
- Флеш, вип. 2, Annual #10 (1997)
- Я Легіон : Танцюючий фавн (2004)
- Планетний #1-27 (1999–2009)
- Планетарний, вип. 2, #1-4 (2001-10)
- Планетарний / Бетмен : Ніч на Землі (2003)
- Супермен/Бетмен №26 (серед інших виконавців) (2006)
- Teen Titans Annual #1 (1997)
- Transmetropolitan : I Hate It Here (серед інших виконавців) (2000)
- Екшн-комікси №1000: Швидше, ніж мчаща куля (2018)

### Зображення
- C-23 #6 (1998)
- Desperadoes : A Moment's Sunlight . міні-серіал #1–5 ( Homage Comics / WildStorm, 1997–1998)
  - Desperadoes: A Moment's Sunlight tpb, 104 сторінки, Homage Comics/WildStorm, 1998,ISBN 1-58240-013-X
- Desperadoes: Епідемія! . One-shot, Homage Comics/WildStorm, 1999 — ілюстрація, створена Кесаді, намальована Джоном Лукасом
- Gen13 #33 (1998)

### Marvel
- Astonishing X-Men #1-24, Giant-Sized #1 (2004–2008)
  - Дивовижний омнібус «Люди Ікс» (2009)ISBN 978-0785138013
  - Дивовижні Люди Ікс від Джосса Відона та Джона Кессадея. Остаточна колекція (2012)ISBN 978-0785161943
  - Дивовижні Люди Ікс. Остаточна колекція. Книга 2 (2012)ISBN 978-0785161950
- Капітан Америка, #1-6 (2002)
- Капітан Америка: Лицарі Marvel, Том I (2016)ISBN 978-0785196334
- Капітан Америка: Новий курс (2010)ISBN 978-0785149644
  - Fallen Son: The Death of Captain America ( Iron Man ) #5 (2007)
- Ka-Zar : Flashback #1 (1997)
- Обкладинка Miracleman Variant Випуск №1 (березень 2014)
- Таємна війна з файлів Ніка Ф'юрі (2005)
- Зоряні війни №1-6 (2015)
  - Зоряні війни, том I: Скайвокер завдає удару (2015)ISBN 978-0785192138
- Uncanny Avengers #1-4 (2012-2013)
  - Страшні месники Омнібус (2015)ISBN 978-0785193944
- Uncanny X-Men #352 (1998)
- Юніон Джек, міні-серіал, #1-3 (1998–99)
  - Union Jack, tpb, 96 стор., Marvel, 2002,ISBN 0-7851-0934-X
- Люди Ікс / Альфа-рейт, міні-серіал, #1-2 (1998)